# Silberthiosulfat
Silberthiosulfat ist eine anorganische, chemische Verbindung, welche das frühe Blütenwachstum fördert und die Blühdauer bei vielen Pflanzen verlängert.

## Gewinnung und Darstellung
Silberthiosulfat in wässriger Lösung kann durch das Vermischen von einer Natriumthiosulfatlösung mit einer Silbernitratlösung dargestellt werden:
Soll es für die Analyse von Pflanzen benutzt werden, wird Thiosulfat im Überschuss zugegeben, wodurch das Komplexion [Ag(S2O3)2]3− entsteht (zum Beispiel als Natriumbis(thiosulfato)argentat(I)). Silberthiosulfat entsteht temporär bei manchen Varianten der Silberfärbung, bei denen aufgrund des basischen pH-Werts die Silberionen reduziert werden.